# Гран-при Юрмалы
Гран-при Юрмалы (англ. Jurmala Grand Prix) — шоссейная однодневная велогонка, проходившая проходившая по территории Латвии с 2011 по 2013 год.

## История
Гонка была создана в 2011 году и сразу вошла в календарь Европейского тура UCI, получив категорию 1.2. На следующий год гонка подняла свою категорию до 1.1. В 2013 году гонка прошла на следующий день после Гран-при Риги — Юрмалы. 
Дистанция гонки представляла собой 14-километровый круг в окрестностях города Юрмалы проходимый 13 раз. Старт и финиш находились в районе концертного зала Дзинтари. Далее гонщики следовали вдоль реки Лиелупе в направлении района Буллюциемс. Там маршрут разворачивался в обратную сторону и вдоль Рижского залива возвращалась к назад к Дзинтари. Профиль был полностью равнинным с небольшим торчком в самом начале круга.

## Призёры
| Год  | Победитель       | Второй            | Третий         |
| ---- | ---------------- | ----------------- | -------------- |
| 2011 | Яан Кирсипуу     | Иоаннис Тамуридис | Анджс Флаксис  |
| 2012 | Рафаэль Андриато | Леонид Краснов    | Эмилс Лиепиньш |
| 2013 | Франческо Чиччи  | Рафаэль Андриато  | Рико Роджерс   |